# Waves of Dreams
| Recensione | Giudizio |
| ---------- | -------- |
| AllMusic   |          |

Waves of Dreams è il quarto album del sassofonista jazz statunitense Sonny Fortune, pubblicato nell'ottobre del 1976.

## Tracce

### LP
(1976, Horizon Records, SP 721)
Lato A
Musiche di Sonny Fortune.
1. Seeing Beyond the Obvious – 6:16 – Registrato il 22 marzo 1976
2. A Space in Time – 7:16 – Registrato il 22 marzo 1976
3. In Waves of Dreams – 6:47 – Registrato il 23 marzo 1976

Durata totale: 20:19
Lato B
Musiche di Sonny Fortune, eccetto dove indicato.
1. Revelation – 9:39 (musica: Michael Cochrane) – Registrato il 23 marzo 1976
2. Thoughts – 10:19 – Registrato il 23 marzo 1976

Durata totale: 19:58

## Formazione
Seeing Beyond the Obvious
- Sonny Fortune – sassofono soprano, tamburello, shaker, battito delle mani
- Charles Sullivan – tromba
- Michael Cochrane – pianoforte
- Buster Williams – contrabbasso
- Chip Lyle – batteria
- Angel Allende – conga shell

A Space in Time
- Sonny Fortune – sassofono alto
- Michael Cochrane – pianoforte
- Buster Williams – contrabbasso
- Chip Lyle – batteria

In Waves of Dreams
- Sonny Fortune – sassofono alto, shaker, oceano
- Charles Sullivan – tromba
- Michael Cochrane – pianoforte elettrico Fender Rhodes
- Buster Williams – contrabbasso
- Chip Lyle – batteria
- Angel Allende – triangolo
- Clifford Coulter – sintetizzatore mini moog

Revelation
- Sonny Fortune – flauto, triangolo, legnetti
- Charles Sullivan – flicorno
- Michael Cochrane – pianoforte elettrico Fender Rhodes
- Buster Williams – contrabbasso
- Chip Lyle – batteria
- Angel Allende – bombo

Thoughts
- Sonny Fortune – sassofono alto, legnetti, sintetizzatore mini moog
- CharlesSullivan – tromba
- Michael Cochrane – pianoforte elettrico Fender Rhodes
- Buster Williams – contrabbasso
- Chip Lyle – batteria
- Angel Allende – congas
- Clifford Coulter – Minimoog, sintetizzatore ARP Odyssey

### Produzione
- Ed Michel – produzione
- John Snyder – direttore creativo
- Registrazioni effettuate al Generation Sound Studios, New York City, New York
- Tony May – ingegnere delle registrazioni
- Baker Bigsby – ingegnere del missaggio (Westlake Audio, Los Angeles)
- Steve Hodge e Dean Rod – assistenti ingegnere del missaggio
- Roland Young – grafica copertina album originale
- Phil Shima – design copertina album originale
- Alan Bergman – foto copertina album originale
- Dave Williams – illustrazioni interno copertina album originale
- Lee Underwood – note interno album originale[4]